# Beaumontia grandiflora
Beaumontia grandiflora là một loài thực vật có hoa trong họ La bố ma. Loài này được Wall. mô tả khoa học đầu tiên năm 1824.

## Hình ảnh

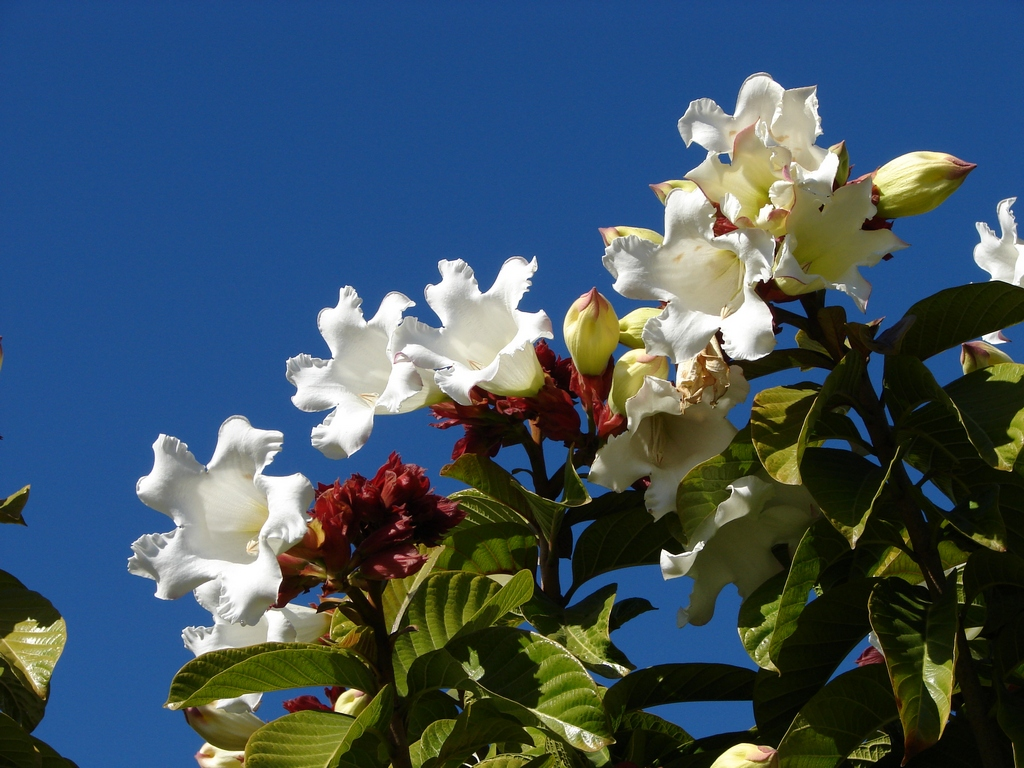
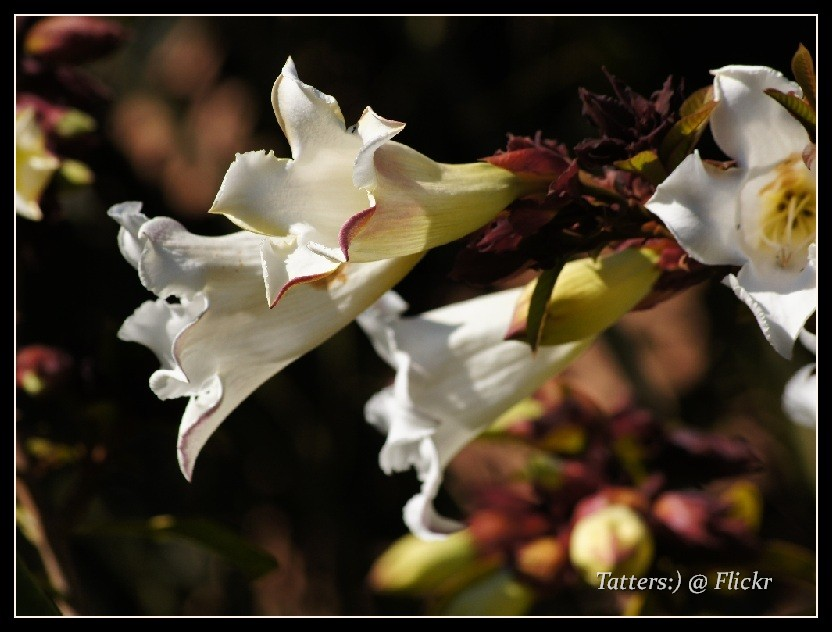
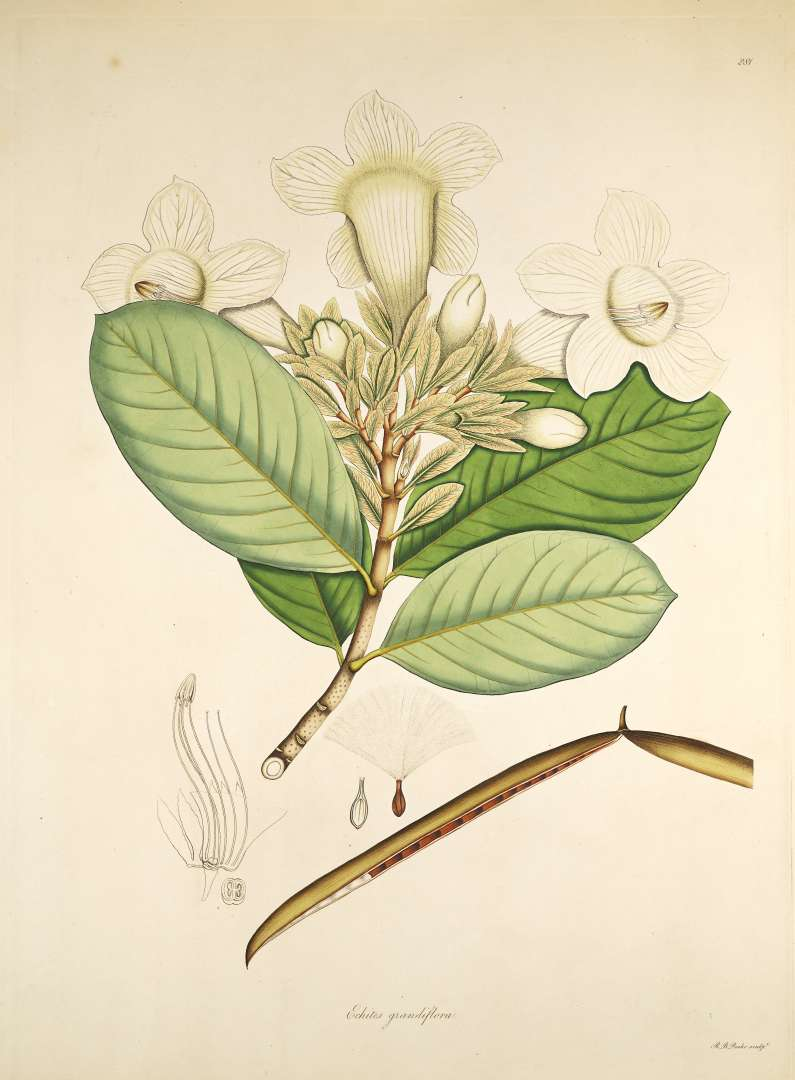
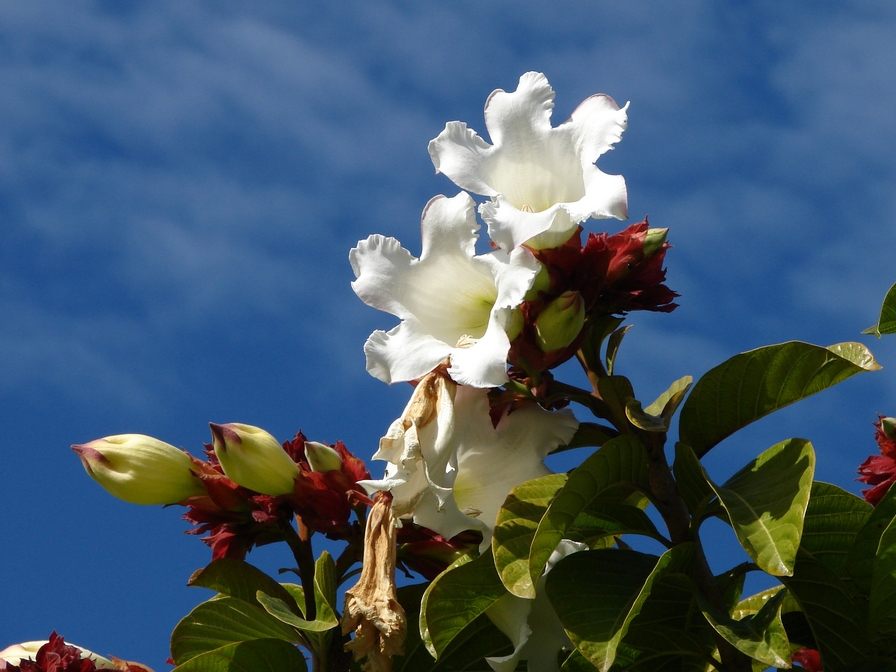